# Yavuz Ekinci
Yavuz Ekinci (Batman (Turquia), 1979) és un escriptor turc.
Va estudiar pedagogia a partir del 2001 a la Universitat Dicle (Universitat Tigris) a Diyarbakır. Ha escrit novel·les i contes sobre el destí dels kurds a Turquia i és l'editor d'una sèrie de literatura kurda a l'exili. Viu a Istanbul.

## Obra seleccionada
- Meyaser'in Uçuşu (2004)
- Sırtımdaki Ölüler (2007)
- Bana İsmail Deyin (2008)